# Blanche Marievallen
De Blanche Marievallen, ook wel geschreven als Blanche Marie Vallen, zijn een aantal geclusterde watervallen in Suriname. Ze vormen een van de grootste watervallen van Suriname en bevinden zich in de Nickerierivier in het district Sipaliwini. 
Ze zijn bereikbaar vanaf de zuidelijke Oost-Westverbinding. De weg, met een afstand van ongeveer acht uur vanaf Paramaribo, is in de regentijd niet altijd goed bereikbaar en verloopt over enkele gammele bruggen.
De watervallen strekken zich uit over een gebied van iets meer dan 100 meter lengte. De grootste val in een keer gaat ruim tien meter naar beneden. Het water valt vooral in de regentijd met veel geluid naar beneden. Tussen de rotsen kan gebaad worden. In de omgeving lopen verschillende wandelpaden door de natuur. Er worden rondleidingen gegeven door gidsen.
De watervallen werden in 1897 ontdekt door Corstiaan van Drimmelen die in die tijd districtscommissaris was van Nickerie. Hij vernoemde de watervallen naar zijn vrouw.